# Nothopanus noctilucens
Nothopanus noctilucens är en svampart som först beskrevs av Joseph-Henri Léveillé, och fick sitt nu gällande namn av Rolf Singer 1973. Nothopanus noctilucens ingår i släktet Nothopanus och familjen Marasmiaceae.   Inga underarter finns listade i Catalogue of Life.